# ATP Challenger Bercuit
Das ATP Challenger Bercuit (offizieller Name: SDA Tennis Open) war ein Tennisturnier in Grez-Doiceau, das 2012 zum einzigen Mal ausgetragen wurde. Es war Teil der ATP Challenger Tour und wurde im Freien auf Sandplätzen gespielt.

## Liste der Sieger

### Einzel
| Jahr | Sieger           | Finalgegner    | Ergebnis      |
| ---- | ---------------- | -------------- | ------------- |
| 2012 | Thiemo de Bakker | Victor Hănescu | 6:4, 3:6, 7:5 |

### Doppel
| Jahr | Sieger                       | Finalgegner                 | Ergebnis |
| ---- | ---------------------------- | --------------------------- | -------- |
| 2012 | André Ghem Marco Trungelliti | Facundo Bagnis Pablo Galdón | 6:1, 6:2 |